# Municipio de Tivat
El Municipio de Tivat (montenegrino: Општина Тиват) es uno de los veintitrés municipios en los que se divide la República de Montenegro. Su capital y ciudad más importante es la localidad de Tivat.

## Geografía
El municipio se encuentra localizado en la zona suroeste de Montenegro, en la zona de las Bocas de Kotor, limita con las Bocas de Kotor al norte y el oeste, el Municipio de Kotor al norte y al este y el Municipio de Herceg Novi y el Mar Adriático al sur.

## Demografía
El municipio cuenta con 14.031 habitantes según el último censo realizado en el año 2011, de estos 10.149 habitan en la ciudad de Tivat que se sitúa como la más poblada e importante del municipio. 

## Localidades
Comprende las siguientes localidades (población en 2011):
- Bogdašici - 57
- Bogišici - 184
- Donja Lastva - 751
- Ðuraševici - 471
- Gornja Lastva - despoblado
- Gošici - 212
- Krasici - 130
- Lepetani - 184
- Milovici - 48
- Mrčevac - 2110
- Radovici - 515
- Tivat - 9367 (la capital)